# Mahbouba Seraj
Mahbouba Seraj (Kabul, 1948), en pashto/ persa : محبوبه سراج, también Mahbooba Seraj, es una periodista afgana y activista por los derechos de las mujeres.

## Trayectoria
Nació en 1948 en Kabul. Seraj asistió a la escuela secundaria Malalai y luego estudió en la Universidad de Kabul.
En 1978, Seraj y su marido fueron encarcelados por el Partido Democrático Popular de Afganistán y ese mismo año fueron declarados persona non grata. Luego se fue a los Estados Unidos, al menos inicialmente a la ciudad de Nueva York,  donde vivió en el exilio durante unos 26 años, antes de regresar a Afganistán en 2003. Tras su regreso, cofundó varias organizaciones para abordar la corrupción y los derechos de las mujeres y los niños. En particular, como miembro de la Red de Mujeres Afganas, una organización sin fines de lucro, ha dedicado su causa a defender la salud de los niños, luchar contra la corrupción y empoderar a las víctimas de la violencia doméstica. Es la creadora y locutora de un programa de radio para mujeres llamado «Nuestro amado Afganistán de Mahbouba Seraj» que se ha transmitido en todo Afganistán. También ha abogado por que las mujeres formen parte del discurso político, a través de un Plan de Acción Nacional, impulsado por Naciones Unidas.
Cuando los talibanes regresaron al poder en agosto de 2021, Seraj se negó a huir del país y decidió permanecer en Kabul para seguir trabajando con mujeres y niños. En septiembre de 2021, fue incluida en Time 100, la lista anual de Time de las 100 personas más influyentes del mundo.
Ha lanzado muchas campañas tanto dentro como fuera de Afganistán para acabar con el odio de los iraníes hacia los afganos.

## Reconocimientos
En septiembre de 2021, fue incluida en la lista Time 100, la lista anual de la revista Time de las 100 personas más influyentes del mundo. Ese mismo año fue reconocida también como una de las 100 mujeres de la BBC.
El corto documental The Noble Guardian, dirigido por Anna Coren, trata sobre ella. En el Festival Internacional de Cine de LA Shorts 2023, ganó el premio al mejor documental.